# Holidays (film, 2016)
Pour les articles homonymes, voir Holiday.
Pour plus de détails, voir Fiche technique et Distribution.
Holidays est un film d'horreur américain, sorti en 2016. Ce film à sketches rassemble huit histoires horrifiques liées à des périodes festives de l'année comme Noël, Pâques, Halloween, la Saint-Valentin ou la fête des mères, dans leur ordre sur le calendrier.

## Synopsis

### Valentine's Dayde Kevin Kölsch et Dennis Widmyer
Une jeune fille complexée et harcelée par ses coéquipières du club de natation, est amoureuse de son coach, qui attend désespérément une greffe de cœur.

### St. Patrick's Dayde Gary Shore
Durant la fête de la Saint-Patrick, un jeune enseignant découvre l'effroyable vérité autour des légendaires serpents de la Saint-Patrick.

### Easterde Nicholas McCarthy
Une jeune fille découvre le lapin de Pâques en se réveillant.

### Mother's DaySarah Adina Smith
Une femme, tombant enceinte après chaque rapport sexuel, se retrouve impliquée dans un rituel étrange de fertilité avec des sorcières.

### Father's Dayd'Anthony Scott Burns
Une enseignante reçoit une cassette de son père qu'elle n'a pas vu depuis très longtemps. Il lui explique pourquoi il a disparu et sa réponse n'est pas celle que sa fille attendait...

### HalloweendeKevin Smith
Un proxénète qui emploie des jeunes filles pour faire de la webcam à des fins lucratives, se retrouve piégé par trois d'entre elles. Désireuses de changer de situation, il va découvrir leur véritable pouvoir...

### ChristmasdeScott Stewart
Un homme va tout tenter pour obtenir un dispositif de réalité virtuelle pour le Noël de son fils, mais se retrouve hanté par le procédé.

### New Year's Eved'Adam Egypt Mortimer
Un homme, cherchant des femmes à abattre sur des sites de rencontres, tombe un jour sur une femme pas comme les autres...

## Fiche technique
Sauf indication contraire, les informations mentionnées dans cette section peuvent être confirmées par la base de données cinématographiques IMDb,  présente dans la section « Liens externes ».
- Titre original : Holidays
- Réalisation : Anthony Scott Burns, Kevin Kolsch, Nicholas McCarthy, Adam Egypt Mortimer, Ellen Reid, Gary Shore, Kevin Smith, Sarah Adina Smith, Scott Stewart et Dennis Widmyer
- Scénario : Anthony Scott Burns, Kevin Kolsch, Nicholas McCarthy, Gary Shore, Kevin Smith, Sarah Adina Smith, Scott Stewart et Dennis Widmyer
- Photographie : Benji Bakshi, Stuart Brereton, Adam Bricker, David Grennan, Kevin Joelson, Rebecca Joelson, James Laxton, Bridger Nielson et Shaheen Seth
- Montage : Anthony Scott Burns, Josh Ethier, Kevin Kolsch, Edward Line, Kevin Smith, Sarah Adina Smith, Adriaan van Zyl et Dennis Widmyer
- Musique : Robert Allaire, Mark Degliantoni, Christopher Drake, Ronen Landa, Leo Pearson, Pilotpriest, Jonathan Snipes et Mister Squinter
- Production : Tim Connors, Kyle Franke, John Hegeman, Gabriela Revilla Lugo, Adam Egypt Mortimer, Louise Shore et Aram Tertzakian

Producteurs délégués : James Avery, Andrew Barrer, Nate Bolotin, Roger Coleman, Gabriel Ferrari, Will Rowbotham, Nick Spicer
Coproducteurs : Dwjuan F. Fox, Kevin Smith
- Sociétés de production : Distant Corners Entertainment et XYZ Films
- Société de distribution : Vertical Entertainment (en) (États-Unis)
- Budget : n/a
- Pays d'origine :  États-Unis
- Langue originale : anglais
- Format : couleur -  1.85:1 (certains passages en 1.78:1 ou 2.35:1)
- Genre : horreur, film à sketches
- Durée : 105 minutes
- Dates de sortie[2] : 
  - États-Unis : 14 avril 2016 (festival du film de Tribeca)
  - États-Unis : 15 avril 2016 (vidéo à la demande)
  - États-Unis : 22 avril 2016 (sortie limitée)
  - France : 26 janvier 2017 (festival international du film fantastique de Gérardmer)
- Interdit aux moins de 12 ans avec avertissement

## Distribution
- Harley Quinn Smith : Holly
- Lorenza Izzo (VF : Alice Taurand) : Jean
- Mark Steger : Bunny Man
- Seth Green (VF : Sébastien Desjours) : Pete Gunderson
- Clare Grant : Sara Gunderson
- Aleksa Palladino : Persian
- Michael Gross : Father
- Ruth Bradley : Elizabeth Cullen
- Jocelin Donahue : Carol
- Ava Acres : Girl
- Harley Morenstein (VF : Christophe Lemoine) : Ian
- Madeleine Coghlan : Maxine
- Savannah Kennick (VF : Ludivine Maffren) : Heidi
- Andrew Bowen (VF : Damien Boisseau) : Reggie
- Scott Stewart : UVU Sports Announcer / Mars Control
- Rick Peters : Coach Rockwell
- Michael Sun Lee : The Medical Examiner
- Peter Campion : The Man
- Jennifer Lafleur : Dr. Harding
- Ashley Greene : Bree
- Sonja Kinski : Crystal

Source et légende : version française (VF) selon le carton de doublage.